# Orthotylus lateralis
Orthotylus lateralis är en insektsart som beskrevs av Van Duzee 1916. Orthotylus lateralis ingår i släktet Orthotylus och familjen ängsskinnbaggar. Inga underarter finns listade i Catalogue of Life.